# Casa Casals - Huerta
La Casa Casals - Huerta és una obra de Ripoll (Ripollès) protegida com a Bé Cultural d'Interès Local.

## Descripció
Doble façana d'un edifici entre mitgeres, format per planta baixa i quatre plantes. Hi ha tres obertures per planta, i una de lateral a mà dreta, de dimensions més petites; dues estarien tapiades. Hi ha una gradació en la disposició de les obertures, amb menys importància a mesura que pugem de nivell; a la primera planta hi ha un únic balcó per a les obertures; a la segona tres balcons individuals; a la tercera hi ha tres petits balcons, i a la quarta tres balcons amb arcs de punt rodó aguantats per petites columnes